# Mairu
Mairu (plural mairuak) és el nom d'uns gegants de la mitologia basca que s'associen a la construcció dels cromlecs i dolmens. A Oiartzun se'ls anomena "intxisu". Se'ls relaciona sovint amb les laminak.